# Canton de Viarmes
Le canton de Viarmes est une ancienne division administrative française, située dans le département du Val-d'Oise et la région Île-de-France.

## Composition
Le canton de Viarmes comprenait dix communes jusqu'en mars 2015 :
| Nom                    | Code Insee | Intercommunalité           | Superficie (km2) | Population (dernière pop. légale) | Densité (hab./km2) |
| ---------------------- | ---------- | -------------------------- | ---------------- | --------------------------------- | ------------------ |
| Viarmes (chef-lieu)    | 95652      | CC Carnelle Pays-de-France | 8,19             | 5 238 (2014)                      | 640                |
| Asnières-sur-Oise      | 95026      | CC Carnelle Pays-de-France | 14,07            | 2 620 (2014)                      | 186                |
| Baillet-en-France      | 95042      | CC Carnelle Pays-de-France | 7,91             | 2 031 (2014)                      | 257                |
| Belloy-en-France       | 95056      | CC Carnelle Pays-de-France | 9,49             | 2 162 (2014)                      | 228                |
| Maffliers              | 95353      | CC Carnelle Pays-de-France | 6,79             | 1 725 (2014)                      | 254                |
| Montsoult              | 95430      | CC Carnelle Pays-de-France | 3,84             | 3 431 (2014)                      | 893                |
| Noisy-sur-Oise         | 95456      | CC du Haut Val-d'Oise      | 3,79             | 673 (2014)                        | 178                |
| Saint-Martin-du-Tertre | 95566      | CC Carnelle Pays-de-France | 13,23            | 2 708 (2014)                      | 205                |
| Seugy                  | 95594      | CC Carnelle Pays-de-France | 1,70             | 1 008 (2014)                      | 593                |
| Villaines-sous-Bois    | 95660      | CC Carnelle Pays-de-France | 1,89             | 718 (2014)                        | 380                |

## Administration
| Période                                  | Période      | Identité              | Étiquette       | Qualité |
| ---------------------------------------- | ------------ | --------------------- | --------------- | --- |
| 1967                                     | 1989 (décès) | Pierre Salvi          | CD puis UDF-CDS | Ingénieur Sénateur (1977-1989) Président du Conseil Général (1976-1989) Maire de Viarmes (1958-1989)          |
| 1989                                     | 2004         | Émelyne Georges-Picot | DVD             | Gérante de société civile immobilière Maire de Noisy-sur-Oise jusqu'en 2008                                   |
| 2004                                     | 2015         | Daniel Desse          | UMP             | Ingénieur électrotechnique à la retraite Maire de Viarmes de 2001 à 2008 Elu en 2015 dans le Canton de Fosses |
| Les données manquantes sont à compléter. |              |                       |                 | |

## Démographie
| 1968   | 1975   | 1982   | 1990   | 1999   | 2006   | 2011   | 2012   |
| ------ | ------ | ------ | ------ | ------ | ------ | ------ | ------ |
| 10 141 | 13 727 | 17 119 | 18 432 | 19 940 | 20 757 | 21 766 | 22 059 |